# Icke Dommisch
Christoph „Icke“ Dommisch (* 5. Januar 1987 in Frankfurt (Oder)) ist ein deutscher Fernsehmoderator und Sportreporter. Einem größeren Publikum wurde er durch die NFL-Übertragungen der Sportsendung ran bekannt.

## Leben
Dommisch wurde in Frankfurt/Oder geboren und ist in Deutsch Wusterhausen, einem Ortsteil von Königs Wusterhausen, aufgewachsen. Nach dem Abitur absolvierte Dommisch ein Praktikum bei Radio Fritz. Anschließend studierte er Sportjournalismus und Sportmanagement. Nach dem Studium begann Dommisch 2012 ein Praktikum und anschließend ein Volontariat bei der von ProSiebenSat.1 produzierten Sportsendung ran, bevor er 2015 Redakteur der Sendung für u. a. Frank Buschmann wurde.
Ab der NFL-Saison 2015 bis zur NFL-Saison 2022 war Dommisch „Netman“ bei den NFL-Übertragungen von ran Football. Dabei präsentierte er die Beiträge der ran-Online-Community aus den sozialen Netzwerken wie Twitter oder Facebook. Die WAZ bezeichnete ihn als „Gesicht des Erfolgs“ der NFL-Übertragungen. In der NFL-Saison 2017 moderierte er gemeinsam mit Patrick Esume die Sendung Coach’s Corner, in der die Highlights des letzten Spieltags kommentiert und analysiert wurden. Seit September 2020 macht Dommisch zusammen mit Max Zielke den Podcast Sport Support. 2020, 2021 und 2024 trat er vereinzelt als Gast in der TV Spielshow Joko & Klaas gegen ProSieben auf. Bei der TV Total WOK-WM 2022 auf ProSieben moderierte Dommisch direkt am Eiskanal und interviewte die Sportler.
2023 ist er als Moderator der Live-Übertragungen der European League of Football im Einsatz. Seit Oktober 2023 moderiert er außerdem ran NBA auf ProSieben Maxx.

## Auszeichnungen
- 2019: Deutscher Fernsehpreis in der Kategorie Beste Sportsendung für ran NFL[13][14]
- 2022: Deutscher Fernsehpreis in der Kategorie Beste Sportsendung für ran NFL[13][15]